# Odznaka honorowa „Zasłużony dla Województwa Podkarpackiego”
Odznaka honorowa „Zasłużony dla Województwa Podkarpackiego” – odznaka honorowa przyznawana osobom fizycznym i prawnym zasłużonym dla województwa podkarpackiego
Odznaka honorowa „Zasłużony dla Województwa Podkarpackiego” została ustanowiona uchwałą Nr XXXI/341/01 Sejmiku Województwa Podkarpackiego w Rzeszowie z dnia 28 maja 2001 oraz regulowana przepisami uchwał Nr XLVIII/893/10 z 31 maja 2010 oraz NR VII/143/15 z 27 kwietnia 2015 Sejmiku Województwa Podkarpackiego.
Odznaka może być nadana: osobom fizycznym, instytucjom, jednostkom samorządu terytorialnego, organizacjom społecznym i zawodowym oraz innym osobom prawnym, które całokształtem działalności zawodowej, społecznej i publicznej lub też zakresem realizowanych zadań wybitnie przyczyniają się do rozwoju Podkarpacia, pomnażania jego dóbr materialnych i kulturalnych, a także do szeroko rozumianej promocji województwa w kraju i za granicą.
Odznaka może być nadana jednokrotnie, również cudzoziemcom, w szczególnie uzasadnionych przypadkach pośmiertne.
Zgłoszenie o nadanie odznaki mogą wnosić: Przewodniczący Sejmiku Województwa Podkarpackiego, Marszałek Województwa Podkarpackiego, Zarząd Województwa Podkarpackiego, komisje Sejmiku Województwa Podkarpackiego, Kluby Radnych Województwa Podkarpackiego. Zgłoszenia opiniuje Kapituła odznaki honorowej „Zasłużony dla Województwa Podkarpackiego”, stanowiąca kolegialny organ doradczy Zarządu Województwa Podkarpackiego i Przewodniczącego Sejmiku Województwa Podkarpackiego.